# ویکن، نورث‌همپتون‌شر
ویکن (به انگلیسی: Wicken) یک روستا و محله مدنی در بریتانیا است که در South Northamptonshire واقع شده‌است. ویکن ۲۹۵ نفر جمعیت دارد.